# Aeroportul Național Skiathos
Aeroportul Național Skiathos (IATA: JSI, ICAO: LGSK) este un aeroport din Skiathos⁠(d), Skiathos Municipality⁠(d), Sporades Regional Unit⁠(d), Tesalia, Tesalia-Grecia centrală⁠(d), Grecia ce deservește zona Skiathos⁠(d). Aeroportul a fost tranzitat în 2022 de 511.192 de pasageri. A fost deschis în 1972 și numit după Alexandros Papadiamantis.
Situat la o altitudine de 16 m, aeroportul dispune de 1 pistă. Este operat de Fraport Greece⁠(d).

## Infrastructură

### Piste
Aeroportul dispune de o singură pistă. Pista 01/19 are suprafața de asfalt și dimensiunile 1.628 m × 30 m. 